# Smedsjön (Linde socken, Västmanland, 661488-145885)
Smedsjön är en sjö i Lindesbergs kommun i Västmanland och ingår i Norrströms huvudavrinningsområde.